# Mare clausum

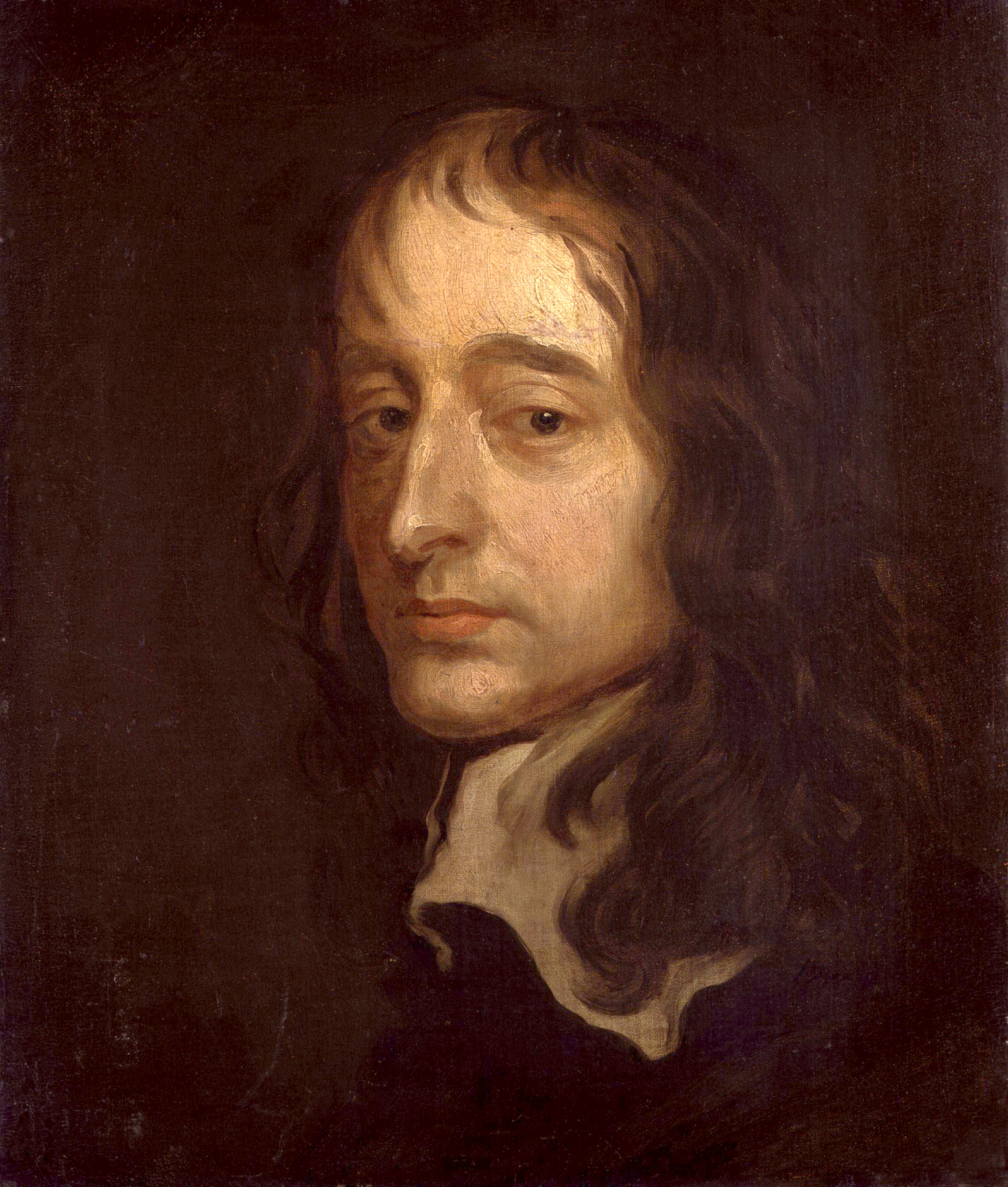
Mare clausum auteur John Selden

Mare clausum (latijn voor "de gesloten zee") is een term uit het internationaal recht die aanduidt dat een zee of een ander bevaarbaar water onder de jurisdictie van een enkele staat valt en niet voor andere staten toegankelijk is.
Mare clausum is een uitzondering op het algemeen aanvaarde principe van Mare liberum.
De term is afkomstig van het boek Mare Clausum uit 1635 van de Engelse rechtsgeleerde John Selden, waarin hij probeerde te bewijzen dat het net zo goed mogelijk was om een stuk zee toe te eigenen als een stuk land.